# Héber
Héber est un fils de Beria fils d'Aser. Ses descendants s'appellent les Hébérites.

## Héber et son frère
Héber a pour frère Melchiel,.

## Héber en Égypte
Héber part avec son frère Melchiel, avec son père Beria et son grand-père Aser pour s'installer en Égypte au pays de Goshen dans le delta du Nil.
La famille des Hébérites dont l'ancêtre est Héber sort du pays d'Égypte avec Moïse,.

## Anthroponyme
- Héber Araújo dos Santos (né en 1991) dit Héber, footballeur brésilien.